# Commelina subcucullata
Commelina subcucullata är en himmelsblomsväxtart som beskrevs av Charles Baron Clarke. Commelina subcucullata ingår i släktet himmelsblommor, och familjen himmelsblomsväxter.
Artens utbredningsområde är Malawi. Inga underarter finns listade.